# Zagadki Wszechświata z Morganem Freemanem
Zagadki Wszechświata z Morganem Freemanem (tytuł oryg. Through the Wormhole) – program naukowy nadawany na kanale Discovery Science prowadzony przez amerykańskiego aktora Morgana Freemana.